# Nesticus shureiensis
Espèce
Nesticus shureiensis est une espèce d'araignées aranéomorphes de la famille des Nesticidae.

## Distribution
Cette espèce est endémique de la préfecture de Mie au Japon,.

## Étymologie
Son nom d'espèce, composé de shurei et du suffixe latin -ensis, « qui vit dans, qui habite », lui a été donné en référence au lieu de sa découverte.

## Publication originale
- Yaginuma, 1980 : A new spider, Nesticus shureiensis (Araneae, Nesticidae) from Mie Prefecture, central Japan. Journal of the Speleological Society of Japan, vol. 5, p. 34-37.